# John Goldsby

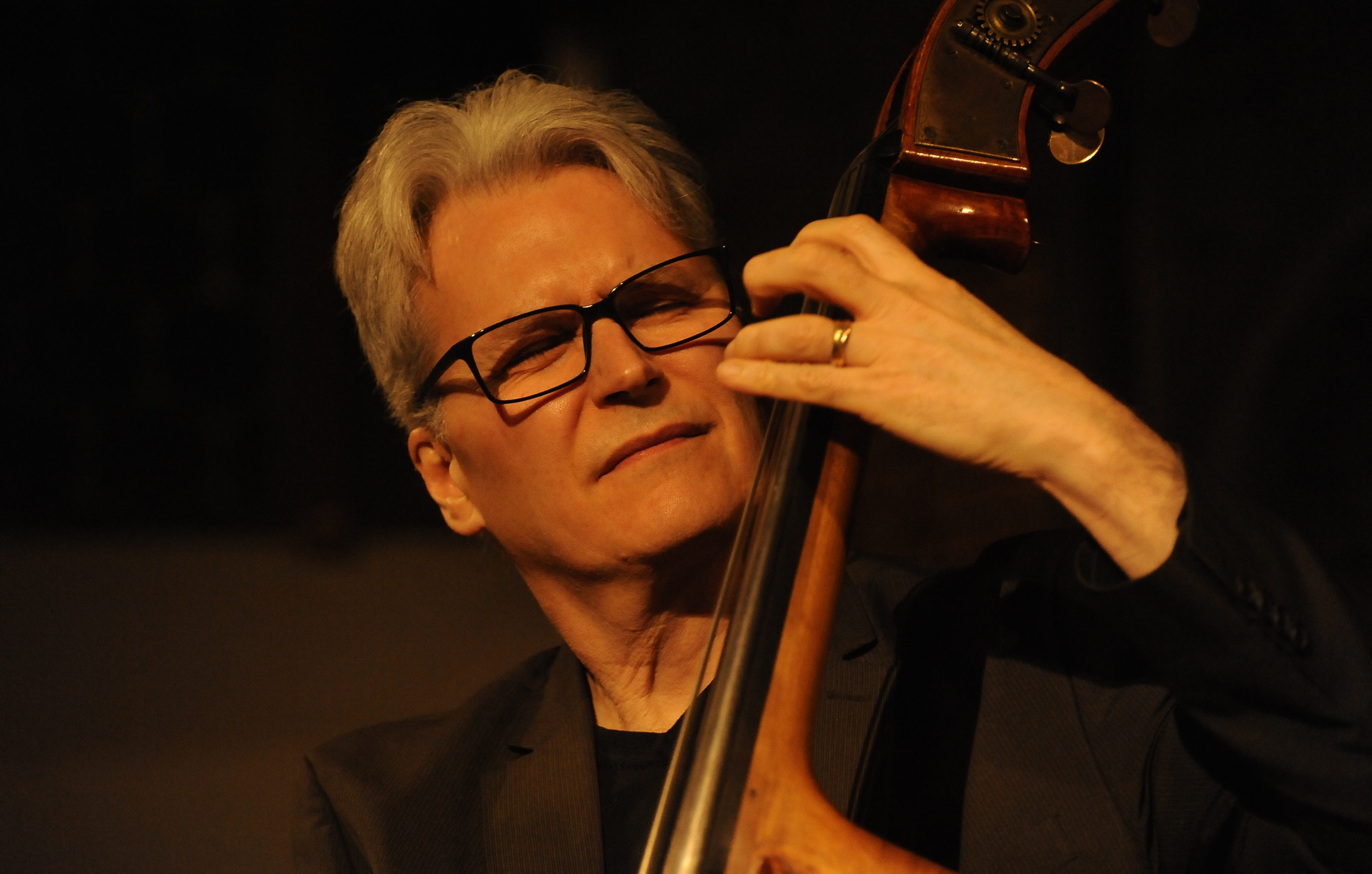
John Goldsby bei einem Konzert mit dem Hubert Nuss Trio am 16. Januar 2016 in der Stadtkirche Darmstadt

John Goldsby (* 10. Dezember 1958 in Louisville, Kentucky, USA) ist ein US-amerikanischer Jazz-Bassist, Komponist, Lehrer und Autor.

## Leben und Wirken
John Goldsby wuchs in Kentucky, USA, auf. Er entdeckte den Bass schon als Jugendlicher für sich und hatte Unterricht sowohl bei klassischen als auch Jazz Bassisten, u. a. bei Rufus Reid, Dave Holland und Jamey Aebersold. Er verdiente sich seine ersten Sporen als freier Jazz-Musiker in Louisville, Kentucky, bevor er 1980 nach New York City ging. Als Haus-Bassist in den Jazzclub Stanley J’s, hat er in Louisville mit u. a. Helen Humes, Jay McShann, Buddy DeFranco, Buddy Tate, Barney Kessel, Dave Liebman, Tom Harrell und Johnny Hartman gespielt.
In der New Yorker Jazz Szene konnte er sich als First Call Bassist etablieren und mit zahlreichen bekannten Musikern in Konzerten und Aufnahmen mitwirken, darunter Benny Goodman, Jon Hendricks, Lionel Hampton, Wynton Marsalis, John Lewis, Gunther Schuller, George Benson, Michael Brecker, Kenny Barron, Mel Lewis, Toshiko Akiyoshi, Hubert Laws, Claude Bolling, Scott Hamilton, Frank Vignola und auch Big Bands wie dem American Jazz Orchestra, Louie Bellson Big Band und dem Smithsonian Masterworks Jazz Orchestra. Außerdem ist er auf vielen Folgen von Jamey Aebersold’s Play-Along-Serie zu hören, die Generationen von werdenden Jazz-Musikern als Übungsmaterial gedient haben und noch immer genutzt werden.
1994 wurde er in die WDR-Bigband, Köln, berufen und war 30 Jahre lang (bis Ende 2024) festes Mitglied und Solo-Bassist (akustischer und E-Bass). Neben seiner Tätigkeit in der WDR Big Band spielte er regelmäßig in kleineren Besetzungen, u. a. mit Billy Test, Ludwig Nuss, Benyamin Nuss, John Marshall, Joachim Schönecker, Frank Chastenier, Hubert Nuss, Lee Konitz, Bill Mays, Martin Sasse, Karolina Strassmayer, Drori Mondlak, Paul Heller und Bob Mintzer. Außerdem kuratierte er eine eigene „Jazz & Talk“-Reihe bei Steinway, Köln, zu der er regelmäßig Musiker einlud.
Als Lehrer und Dozent hat Goldsby auf zahlreichen Workshops in der ganzen Welt mitgewirkt. Er hatte außerdem Lehraufträge am William Paterson College (New Jersey, USA), an der Hochschule für Musik und Tanz Köln und der Folkwang Hochschule (Essen). Von 2016 bis 2023 war er Gast-Professor für Jazz-Kontrabass, Ensembleleitung und Masters-Coaching am Conservatorium Maastricht (Niederlande). Er hat drei Lehrbücher verfasst: Bowing Techniques for the Improvising Bassist (Jamey Aebersold Jazz, Inc., 1990), Bass Notes (Jamey Aebersold Jazz, Inc., 1992) und The Jazz Bass Book (Hal Leonard, Backbeat Books, 2002). Als Lehrvideo veröffentlichte er „The Upright Bass Handbook“ „Building Up“, „Stretching Out“, „Tell Your Story“, „Lay it Down“ und „Team Player“. Goldsby war als Autor für „Bass Player Magazine“ (1990–2019), „Bass Professor“ (1997–2000), „Double Bassist Magazine“ (2000–2008) tätig.
John Goldsby ist mit der Pianistin und Autorin Robin Meloy Goldsby verheiratet und lebt in Siegburg bei Köln. Sie haben zwei erwachsene Kinder.

## Preise und Auszeichnungen
- 1985: Soundtrack The Cotton Club (Regie: Francis Coppola; Grammy Award 1985, Sparte: „Best Large Jazz Ensemble Performance“) Geffen
- 2000: WDR Big Band: Latin Jazz Suite. CD/DVD (Mit Lalo Schifrin, Jon Faddis, David Sanchez, Alez Acuna; nominiert für Grammy Award 2000, Sparte: „Best Latin-Jazz Album“)
- 2001: WDR Big Band (mit Patti Austin): For Ella. (Nominiert für Grammy Award 2001, Sparte: „Best Jazz Vocal Album“) Concord
- 2001: WDR Big Band (mit Gianluigi Trovesi): Dedalo. (Deutscher Schallplatten Preis 2001) Enja
- 2007: Acoustic Alchemy: American/English. (Nominiert für Grammy Award 2007, Sparte: „Best Pop Instrumental Album“) Higher Octave Records
- 2008: WDR Big Band (mit Patti Austin): Avant Gershwin. (Grammy Award 2008, Sparte: „Best Jazz Vocal Performance“) Rendezvous
- 2008: WDR Big Band (mit Joe Lovano): Symphonica. (Nominiert für Grammy Award 2008, „Best Large Ensemble“) Blue Note[9]
- 2009: International Society of Bassists, Special Recognition Award for Scholarship
- 2017: WDR Big Band (mit Marshall Gilkes): Köln (Nominiert für Grammy Award 2017, „Best Large Ensemble“)[10]
- 2018: WDR Big Band (mit Vince Mendoza): Homecoming (Nominiert für Grammy Award 2018, „Best Large Ensemble“)

## Diskographische Hinweise
- Tale of the Fingers. Concord Jazz, 1994
- Viewpoint. Nagel-Heyer Records, 2002
- Bill Dobbins, John Goldsby, Peter Erskine Cologne. Fuzzy Music, 2003
- Live at the Nachbar. John Goldsby, Jacob Duncan, Jason Tiemann, Bass Lion 2008
- John Goldsby feat. Francesco Cafiso, Karolina Strassmayer, Martin Sasse, Hans Dekker: Space for the Bass. Bass Lion 2009
- Bill Dobbins, John Goldsby: The Visit. Bass Lion 2009
- John Goldsby, Jacob Duncan, Jason Tiemann: The Innkeeper’s Gun. Bass Lion 2010
- The John Goldsby Trio, Hans Dekker, Billy Test: Segment. Bass Lion 2021